# الیویر مگاتن
الیویر مگاتن (فرانسوی: Olivier Megaton‎؛ زادهٔ ۶ اوت ۱۹۶۵) یک کارگردان، فیلم‌نامه‌نویس و تدوین‌گر اهل فرانسه است. از فیلم‌های معروف او می‌توان به ترانسپورتر ۳، کلمبیانا، ربوده شده ۲ و ربوده شده ۳ اشاره کرد.

## اوایل زندگی
وی ۲۰ سال پس از بمباران اتمی هیروشیما و ناگاساکی در پاریس متولد شد و انتخاب نام هنری مگاتون تحت تأثیر این موضوع بود. او در بانلیه پاریس بزرگ شد و پس از اخذ مدرک دیپلم روان‌شناسی، به عنوان یک طراح گرافیک فعال بود و در هنر دیوارنگاری نیز مهارت داشت. پس از ملاقات با کارگردان موزیک ویدیو ژان موندینو، کار در فیلم را آغاز کرد. فونتانا ابتدا شروع به ساخت فیلم‌های کوتاه و کلیپ‌های ویدئویی کرد و سرانجام کارگردانی فیلم‌های بلند را آغاز کرد. او اصالتی ایتالیایی دارد.

## آثار کارگردانی
- خروج (۲۰۰۰)
- آژیر قرمز (۲۰۰۲)
- ترانسپورتر ۳ (۲۰۰۸)
- کلمبیانا (۲۰۱۱)
- ربوده‌شده ۲ (۲۰۱۲)
- ربوده‌شده ۳ (۲۰۱۵)
- آخرین روزهای جنایت در آمریکا (۲۰۲۰)